# Gorišnica
Gorišnica là một khu tự quản (tiếng Slovenia: občine, số ít – občina) trong vùng Podravska của Slovenia. Gorišnica có diện tích 29.1 km2, dân số là theo điều tra ngày 31 tháng 3 năm 2002 là 3744 người. Thủ phủ khu tự quản Gorišnica đóng tại Gorišnica.